# Shime waza
Shime waza (絞技) é o grupo de técnicas de judô e jiu-jitsu tradicional que engloba as técnicas de estrangulamento.
O shime waza do judô tem origem no foco das técnicas de katame waza (técnicas de domínio de solo) da escola kitō-ryū, uma das escolas de jujutsu estudadas pelo fundador do judô, Sensei Jigoro Kano.
No caratê, as técnicas, a contrário do que a modalidade desportiva faz parecer, são bastantes desenvolvidas e exsurgem mais claras quando se estuda o bunkai de um kata. A propósito, o mestre Gichin Funakoshi incorporou em seu estilo algumas técnicas diretamente do judô, por influência direta de Jigoro Kano. De qualquer forma, está presente nos katas kururunfa, nipaipo, gojushiho ou heian yondan, por exemplo.
Os estrangulamentos podem também visar pontos específicos, relacionados ao fluxo do ki.